# Frondovaginulina
Frondovaginulina es un género de foraminífero bentónico de la subfamilia Palmulinae, de la familia Vaginulinidae, de la superfamilia Nodosarioidea, del suborden Lagenina y del orden Lagenida. Su especie tipo es Frondicularia inversa. Su rango cronoestratigráfico abarca desde el Cenomaniense hasta el Santoniense (Cretácico superior).

## Clasificación
Frondovaginulina incluye a la siguiente especie:
- Frondovaginulina inversa †

Otra especie considerada en Frondovaginulina es:
- Frondovaginulina robusta †, aceptado como Pseudolingulina robusta †